# Komintern
Komintern (en rus: Коминтерн) és un poble (un possiólok) de l'óblast de Saràtov, a Rússia, segons el cens del 2010 tenia 2.314 habitants. Pertany al districte municipal d'Engels.